# بيكرسفيلد (فيرمونت)
بيكرسفيلد (بالإنجليزية: Bakersfield, Vermont)‏ هي بلدة تقع بولاية فيرمونت في الولايات المتحدة. تبلغ مساحتها 115.6 (كم²)، وترتفع عن سطح البحر 221 م، بلغ عدد سكانها 1215 نسمة في عام 2000 حسب إحصاء مكتب تعداد الولايات المتحدة وتصل الكثافة السكانية فيها 10.5 نسمة/كم2.

## أعلام
- بيتر بنت بريغهام
- جون مكمان

## وصلات خارجية
- The US50 - Cities and Towns in Vermont State
- Vermont Cities and Towns, Facts, Map, Flag, Colleges, Government, and More